# Festa Major de les Neus de Vilanova i la Geltrú
La Festa Major de la Mare de Déu de les Neus consisteix en un seguit d'actes que se celebren des de l'últim cap de setmana de juliol fins al 5 d'agost a la localitat de Vilanova i la Geltrú (Garraf), en honor de la patrona de la ciutat, Verge de Les Neus.
Els orígens documentats de la festa es remunten al segle xviii i tot i que ha anat evolucionant durant els segles, ha mantingut l'estructura tradicional de les festes majors del Penedès.
Els actes més destacats són el Correfoc, la Diada castellera, el Convit a la Festa i els Dotze morterets, la Cercavila de la Vigília, el castell de focs, el Ball de les 7 Hores, la Cercavila d'Ofici, la Cercavila del Vot del Poble i la Cercavila de l'Imaginari.
Actualment l'organització de la Festa va a càrrec de l'Ajuntament i de set ciutadans voluntaris anomenats Pabordes.

## Origen
La Festa de la Mare de Déu de les Neus s'instaurà el mes de maig de 1784. Va ser la Junta de Parròquia la que acollí aquest patronatge marià en record de la pedregada del 5 d'agost anterior la qual arrasà les vinyes i els fruiters. A partir d'aquesta data s'inicià un camí per consolidar la nova festa per davant d'altres més arrelades com la de Sant Antoni Abat.
Des d'aquell moment la Mare de Déu de les Neus és la patrona de la Vilanova i la Geltrú i any rere any els vilanovins renoven aquesta vinculació amb la verge mitjançant el Vot del Poble. Les paraules del vot són aquestes: "Per unànime Vot de poble, Vilanova us proclamà, sa Patrona, amb joia noble, i amb raïms us enjoià, car de manta pedregada li salvàreu els conreus."

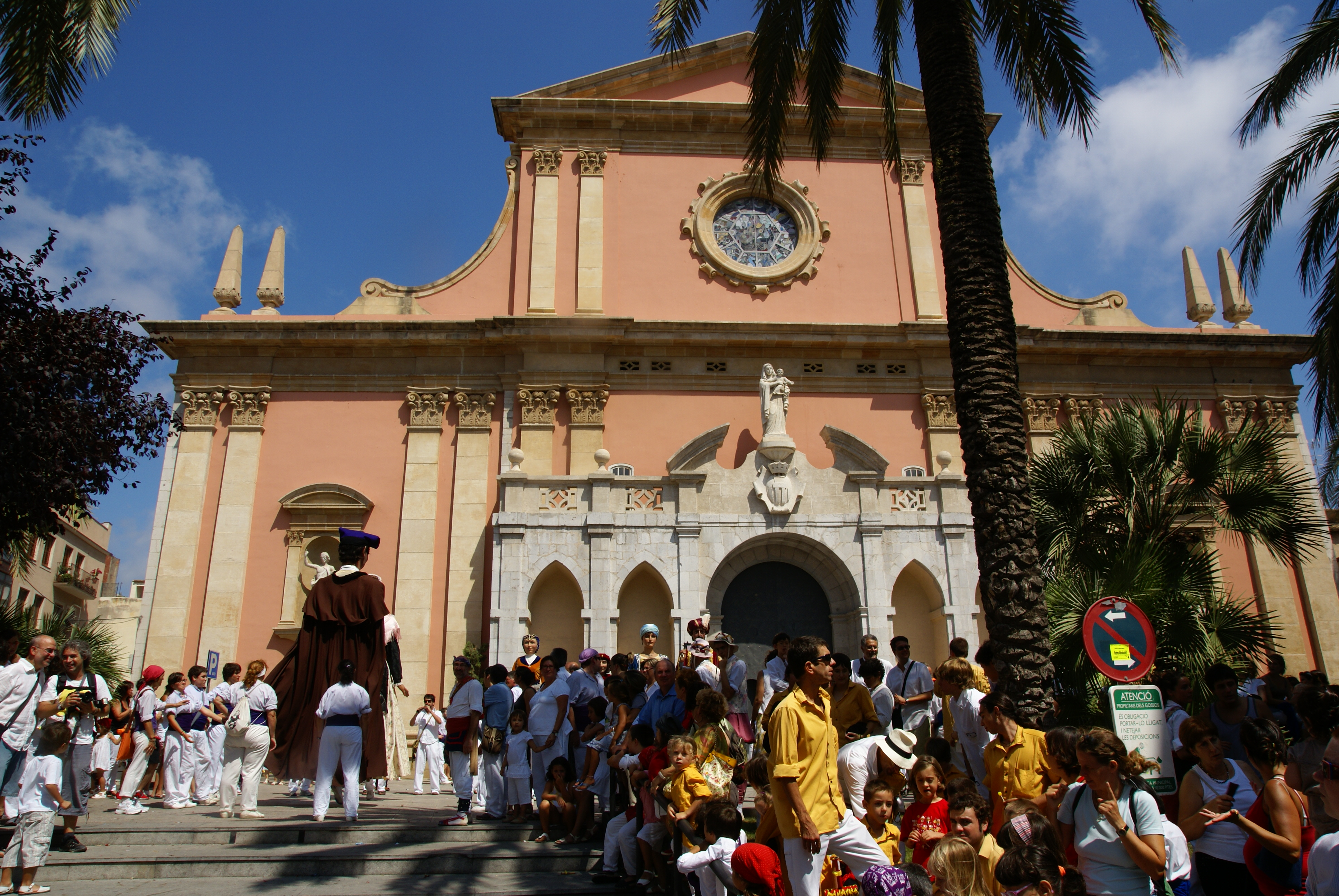

Des dels seus inicis i fins fa relativament pocs anys el vot del poble com a tal era una processó amb tots els components propis d'una desfilada religiosa que al voltant de l'església parroquial com homenatge a la Verge de les Neus. L'any 1966, per raons desconegudes, la processó es transformà en una desfilada de caràcter civil acabada amb els discursos d'homenatge a la Verge fets pel rector i per l'alcalde de la ciutat; aquesta ha estat la forma que s'ha mantingut fins als nostres dies.

## Actes protocol·laris i tradicionals

### Actes previs

#### Correfoc
El correfoc se celebra el divendres anterior al 5 d'agost, des de 1994. L'organització va a càrrec del Ball de Diables de Vilanova i la Geltrú i hi participen les colles de diables i els dracs de la ciutat, juntament amb algunes colles convidades. El correfoc acaba en un espectacular encesa conjunta i amb el Sostre de Foc a la Plaça de la Vila.

#### Diada castellera de les Neus
Actualment se celebra el dissabte a la tarda anterior al 4 d'agost i hi participen els Bordegassos de Vilanova i dues colles convidades. Des del 1784 fins al 1993 es celebrava al migdia del mateix 5 d'agost.

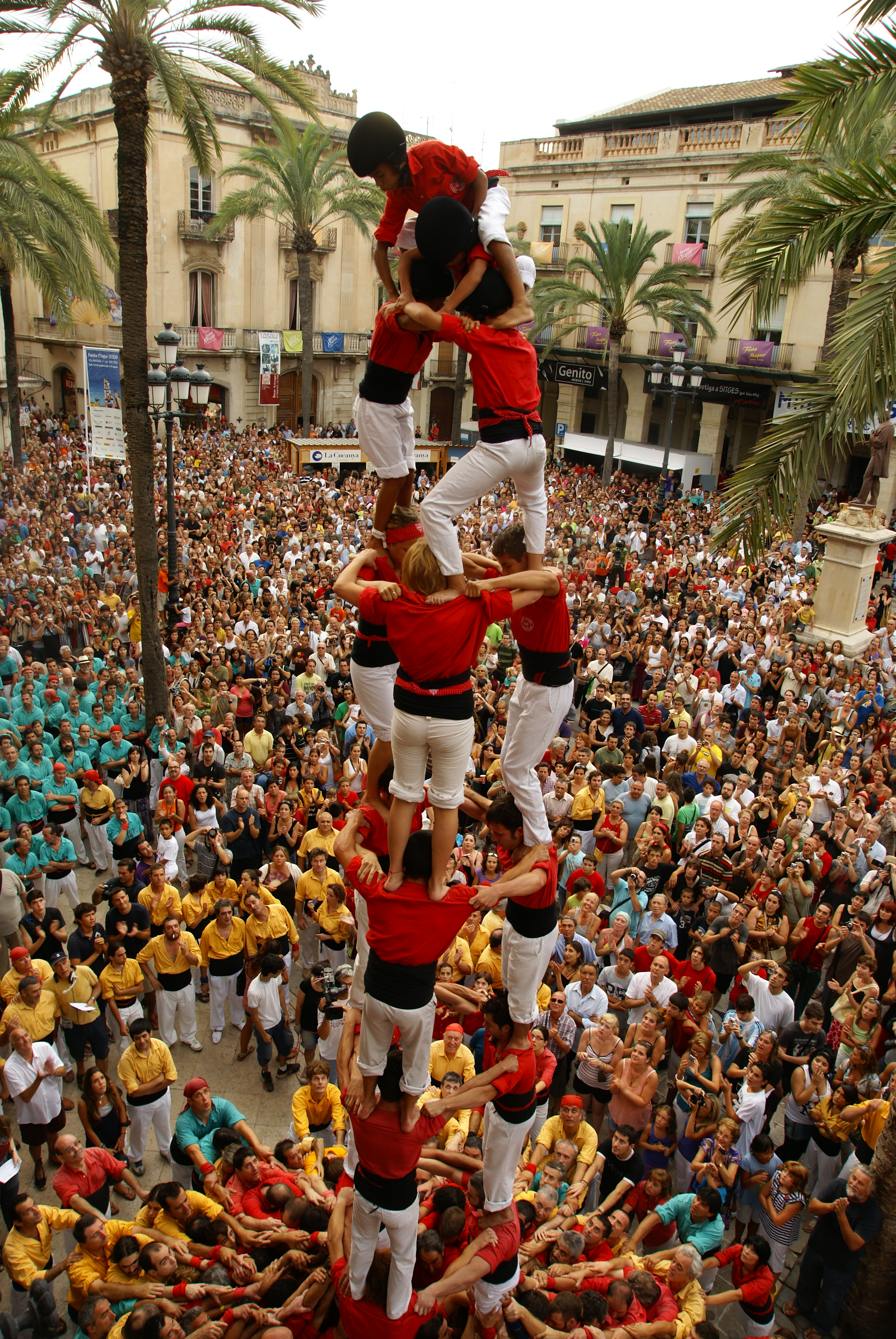
Diada castellera de la Festa Major el 2009.

### 4 d'agost

#### Convit a la Festa
Té lloc el 4 d'agost als volts de migdia, i consisteix en la lectura des del Saló de Plens de l'Ajuntament d'un pregó convidant a la ciutadania a participar de la Festa. El convit acaba amb el llançament dels Dotze morterets, petards que anuncien l'inici de la festa, i seguidament actuen tots els elements i balls del Seguici a la plaça.

#### Cercavila lliure o llevant de taula
Un cop acabat el Convit a la Festa, els elements i balls del Seguici s'escampen de forma lliure pels carrers i places de la ciutat per anunciar a la ciutadania que ha començat la Festa Major.

#### Cercavila de la Vigília
La cercavila comença pels volts de les 6 de la tarda. Els entremesos i balls del Seguici recorren en processó els carrers de la ciutat per retornar a la Casa de la Vila. Al finalitzar, hi ha una actuació castellera a la Plaça de la Vila. Els Gegants, el Drac i la Mulassa grossa es queden al pati de l'Ajuntament, on passen la nit.

#### Castell de foc
A les 11 de la nit es llença un espectacular castell de focs artificials a la platja de Vilanova.

### 5 d'agost

#### Matinades
El dia 5 d'agost a les 7 del matí, els grups de grallers surten al carrer a captar els ciutadans i a acompanyar els Pabordes des de les seves cases fins a la Plaça de la Vila on fan una entrada conjunta. Efectuen el toc de matinades, una melodia tradicional de gralla i timbal.

#### Cercaviles d'Anada i de Sortida d'Ofici
A les 9 del matí els balls i entremesos acompanyen a les autoritats des de la Casa de la Vila fins a l'entrada principal de l'Església de Sant Antoni Abat on fan una salutació a les autoritats i Pabordes. Un cop acabat l'ofici els mateixos balls reben a les autoritats a la sortida posterior de l'Església, a la Plaça de Les Neus, per acompanyar-los de tornada a la Casa de la Vila.

#### Ofici Solemne
Ofici religiós solemne de Festa Major que te lloc a l'Església de Sant Antoni Abat en honor de la Mare de Déu de Les Neus. És habitual que un dels balls del Seguici faci una ofrena i balli a l'interior del temple.

#### Exhibició de Balls Populars parlats o amb parlaments
A la tarda, prèviament a la sortida de la cercavila del Vot del Poble, es duu a terme una exhibició de balls populars en que prenen part els balls blancs i els balls parlats com el ball de cercolets o el ball de gitanes, i el ball de diables petits i gran que reciten els seus versots satírics. També hi ha un ball conjunt de Gegants, Mulasses, nans i cotonines.

#### Cercavila del Vot del Poble
El Seguici surt de la Casa de la Vila i es dirigeix en processó pels carrers i la Rambla Principal cap a la Plaça de Les Neus. Allà, davant de la façana de la Verge de les Neus, es concentra el poble per escoltar la renovació del vot a la Mare de Déu de Les Neus, per part del rector de la Parròquia i l'Alcalde/ssa de la ciutat (aquest format s'instaurà el 1966). Tot seguit tots els balls i entremesos ballen alhora i esclata un castell de focs. Al 2010 s'instaurà un nou protocol en que el ball de bastons balla la dansa de la Pavana en honor de la verge i el ball d'en Serrallonga dispara unes salves abans de la ballada conjunta.

### Actes posteriors[calcitació]

#### Cercavila de l'Imaginari
És una cercavila infantil que se celebra el dia 6 d'agost. Es va estrenar al 1999 i està integrada per un seguit de balls i entremesos, gegants i bestiari que representen diferents llegendes, contes i fets històrics de la ciutat i la comarca.

#### Presa de procuració dels Pabordes
Acte que té lloc el dia 6 d'agost en què els 7 ciutadans voluntaris que han exercit d'organitzadors de la Festa Major passen el relleu als 7 que han estat escollits per fer-ho l'any següent, que prenen procuració del càrrec.

## El Seguici de balls i entremesos
El Seguici de balls i entremesos està format per tots aquells elements folklòrics, figures de bestiari, gegants, balls i colles que acompanyen a les autoritats i la ciutadania als actes tradicionals de la Festa Major.
Els orígens del Seguici es remunten a les processons de Corpus que fins al segle xix organitzava l'Obra de Sant Antoni i l'Ajuntament. Les mulasses i els gegants fins al 1918 eren propietat de l'església, mentre que altres elements com el drac pertanyien a l'Ajuntament. Durant molts anys el seguici protocol·lari va estar format per diables, drac, mulasses, gegantons i gegants grans, nans i alguns balls blancs com el de bastons o el de cintes.
Aquest seguici s'ha ampliat amb els anys, obrint-se a altres figures de bestiari a banda de les protocol·làries i incorporant nous balls i colles que s'anaven formant a la ciutat. El Protocol de la Festa Major de les Neus de Vilanova i la Geltrú, descriu la relació de les colles, balls i entremesos que participen en cada cercavila.
Actualment el Seguici el conformen:
- Ball de diables de Vilanova i la Geltrú
- Drac de Vilanova i la Geltrú
- Drac de la Geltrú
- Ball de diables petits i mitjans
- Carpa Juanita i Porró
- Ball d'En Serrallonga
- Mulasses de Vilanova i la Geltrú
- Ball de Cotonines
- Ball de Nans
- Gegants de Vilanova i la Geltrú
- Ball de cercolets
- Ball de pastorets
- Ball de panderos
- Ball de cintes
- Ball de gitanes
- Ball de bastons
- Ball de valencians
- Moixiganga de la Geltrú
- Falcons de Vilanova
- Bordegassos de Vilanova

i altres elements i colles de forma ocasional:
- Tronats de Mar
- Diablesses de La Geltrú
- Ball d'Enveja
- Ball de diables La Collada-Sis camins

- Banda de música
- Ministrers

## Organització i nous costums
- L'any 1997 s'institueix la figura dels Pabordes, set persones de la societat civil encarregades d'organitzar els actes de la festa major. Els Pabordes duen a terme activitats de promoció de la festa i iniciatives per finançar-la, tals com la Capta, la Presentació del cartell o la botiga de la Festa Major.
- S'anima a la ciutadania a vestir de blanc durant els dies de festa, en homenatge a la patrona i en referència al seu nom.
- L'alfàbrega és l'element vegetal decoratiu de balcons, cases i carrers i el seu perfum contagia l'esperit festiu.
- El dia 5 d'agost a la tarda es fa una recepció a l'Ajuntament per felicitar totes les persones que es diuen Neus o Blanca del municipi.[7]

## Balls i actes musicals consolidats

### El Tingladu
El Tingladu de Can Pistraus és un festival musical que l'associació Can Pistraus va crear al 2007 per ampliar l'oferta musical i d'oci durant els dies previs a la Festa Major. El festival, de clara vocació popular i gratuïta, programa a artistes de música majoritàriament en català que durant tres o quatre dies ofereixen els seus concerts, conjuntament amb altres activitats com torneigs de cartes, assajos de les colles castelleres locals, teatre, degustacions i sopars populars. Durant les 8 primeres edicions es va fer a la Plaça de les Neus amb gran èxit de públic, fet que va provocar certes disputes amb el veïnat i amb l'Ajuntament, i que va forçar el festival a canviar d'ubicació al 2016, cap al Parc de Baix a Mar.

### El Ball de les 7 hores
El Ball de les 7 Hores és el ball que organitzen els Pabordes després del castell de foc al Parc de Ribes Roges i que programa orquestres i grups en un o dos escenaris alternats. El seu nom ve donat perque s'inicia a les 12 de la nit i, teòricament, ha de durar fins a les 7 del matí, quan comencen a sortir els grups de grallers tocant les matinades.

### Festa Major Alternativa
La Festa Major Alternativa es una iniciativa de diversos col·lectius vilanovins per oferir, justament, una alternativa a la programació institucional. Inclou diverses activitats com cerca-bars, concerts i sopars, principalment els dies 4 i 5 d'agost i generalment ubicades a la Plaça de Les Casernes.

### Manani Rock
Festival de música rock i alternativa que des de 2002 organitzen diverses colles i col·lectius juvenils.

### Ball de Pabordes
El Ball de Pabordes és l'últim ball oficial de la Festa Major, i es fa per acomiadar els pabordes sortints, generalment el dia 6 d'agost al vespre.

## Altres actes destacats[calcitació]
Durant els dies previs a la festa té lloc la Hissada de la senyera al campanar de Sant Antoni, juntament amb un repic de campanes.
El 3 d'agost, les tres parelles de gegants surten de l'Església del Josepets, on estàn guardats durant l'any, per anar cap a la Casa de la Vila en la tradicional Baixada de Gegants.
Les Mulasses també efectuen una plantada el dia 3 d'agost perquè els més menuts s'hi acostin a entregar-los el xumet.